# Jean-Pierre Kuskowiak
Jean-Pierre Kuskowiak est un footballeur français né le 21 juillet 1949 à Fresnes-sur-Escaut (Nord). 
Formé à Valenciennes, ce joueur plein de sang froid et de sûreté évolue comme arrière central ou demi et fait pratiquement toute sa carrière professionnelle dans son club d'origine.

## Carrière de joueur
- 1967-1972 : US Valenciennes Anzin
- 1972-1973 : AS Nancy-Lorraine
- 1973-1978 : US Valenciennes Anzin
- 1978-1979 : US Melun[1]

## Palmarès
- International Junior, Militaire, Espoir
- Champion de France de D2 en 1972 avec l'US Valenciennes Anzin
- Vice-Champion de France de D2 en 1975 avec l'US Valenciennes Anzin
- Demi-Finaliste de la Coupe de France en 1969 avec l'US Valenciennes Anzin